# Dymitr (Magan)
Dymitr, imię świeckie Jewgienij Mitrofanowicz Magan, rzadziej: Mahan, Machan (ur. 13 czerwca?/25 czerwca 1899 w Czernihowie, zm. 1 kwietnia 1969 w Jackson) – rosyjski biskup prawosławny.

## Życiorys
Emigrował z Imperium Rosyjskiego po rewolucji październikowej i wojnie domowej w Rosji. Osiadł w Polsce.
17 czerwca 1924 w domu biskupim miasta Grodna złożył wieczyste śluby mnisze. 22 czerwca tego samego roku został wyświęcony na diakona. 20 lipca tego samego roku przyjął święcenia kapłańskie z rąk biskupa grodzieńskiego Aleksego.
Służył w różnych cerkwiach na ziemi chełmskiej jako nieetatowy misjonarz, którego działalność nie była sankcjonowana przez państwo. W 1929 zorganizował w Zamchu, gdzie cerkiew została przekazana katolikom, nielegalną kaplicę prawosławną w dawnej stodole, a po jej opieczętowaniu zaczął odprawiać nabożeństwa w zajmowanym przez siebie mieszkaniu. Następnie przebywał w ławrze Poczajowskiej i w monasterze Świętego Ducha w Wilnie. W 1935 został przełożonym monasteru Zaśnięcia Matki Bożej w Żyrowiczach. W 1938 ponownie przebywał w ławrze Poczajowskiej.
W 1939 przeszedł do Rosyjskiego Kościoła Prawosławnego razem z całym duchowieństwem na ziemiach przyłączonych we wrześniu 1939 do ZSRR. 25 listopada 1941 został nominowany na biskupa czernihowskiego w ramach Ukraińskiego Autonomicznego Kościoła Prawosławnego uznającego zwierzchność Rosyjskiego Kościoła Prawosławnego. Jego chirotonia biskupia odbyła się 11 czerwca 1942 w Ławrze Poczajowskiej. W sierpniu tego samego roku został biskupem dniepropetrowskim i zaporoskim. W okresie zarządzania przez niego eparchią w Dniepropetrowsku otwarto 10 cerkwi, zaś w całej eparchii – 318 (przed 1941 w regionie władze radzieckie zamknęły wszystkie prawosławne świątynie). Od stycznia do września 1943 Dymitr (Magan) był biskupem donieckim. Z ziem ukraińskich ewakuował się razem z ustępującymi wojskami niemieckimi.
W 1946 przyjął jurysdykcję Rosyjskiego Kościoła Prawosławnego poza granicami Rosji, po czym emigrował do USA. W 1948 porzucił Cerkiew Zagraniczną i przystąpił do Metropolii Północno-Amerykańskiej, w której strukturach był od 1949 do śmierci biskupem Pennsylwanii, zaś w latach 1949–1960 także biskupem Bostonu i Nowej Anglii. Został pochowany na rosyjskim cmentarzu prawosławnym przy cerkwi św. Włodzimierza w Jackson.